# 小行星23788
小行星23788（23788 Cofer）是一颗绕太阳运转的小行星，为主小行星带小行星。该小行星于1998年8月19日发现。

## 轨道参数
小行星23788的轨道半长轴为342 008 504 km，2.2861531 UA，离心率为0.148。